# BGM-109G Ground Launched Cruise Missile
El BGM-109G Ground Launched Cruise Missile (misil de crucero lanzado desde tierra, o GLCM, designado oficialmente BGM-109G Gryphon) fue un misil de crucero lanzado desde tierra desarrollado por la Fuerza Aérea de los Estados Unidos en la última década de la Guerra Fría y desarmado por la entrada en vigor del Tratado INF.

## Descripción general
El BGM-109G fue desarrollado como contraataque a los misiles nucleares móviles MRBM e IRBM (SS-20 Sabre) desplegados por la Unión Soviética en los países europeos del Bloque del Este. El GLCM y el Pershing II del ejército estadounidense pueden haber sido los incentivos que fomentaron la voluntad soviética de firmar el Tratado sobre Fuerzas Nucleares de Rango Intermedio (Tratado INF) y, por lo tanto, posiblemente redujeron la amenaza de guerras nucleares en Europa. GLCM es también un término genérico para cualquier misil de crucero lanzado desde tierra. Dado que Estados Unidos desplegó solo un misil de crucero moderno con función táctica, el nombre GLCM se mantuvo. El GLCM fue construido por General Dynamics.